# Аносово (Иркутская область)
Аносово — село в Усть-Удинском районе Иркутской области России. Административный центр Аносовского муниципального образования.  Расположено на берегу реки Ангары.

## География
Село находится в 71 км от центра района, вниз по течению р. Ангара.  

### Уличная сеть
Полевая ул., Набережная ул., Пионерская ул., Первомайская ул., Мира ул., Рабочая ул.

### Флора и фауна
Село в окружении большого количества леса. В лесах произрастают такие деревья как: кедр, лиственница, сосна, ель, осина, береза, рябина, черемуха. Леса богаты травами, многие из них являются лечебными, много ягод и грибов. Осенью собирают урожай кедрового ореха. В лесах водятся такие животные как: медведь, лось, изюбр, кабарга, косуля. Есть пушные звери: соболь, лиса, рысь, белка, ондатра. Много разных птиц. Река Ангара богата рыбой, имеется: щука, карась, лещ, омуль, налим, сом, пелядь, сорога, окунь, елец, осетр, таймень, ленок, хариус.

## История
Село образовано в 1959 году на новом месте после затопления прежнего места жительства Братским морем. На старом месте село объединением селений Шишиморово, Ельник, Заречка, возникшие возле Яндинского острога
Острог, находившийся в пяти километрах ниже по течению Ангары, между речками Верхней Яндой и Нижней Яндой, имел крепостной вал, проживали в нем служивые казаки и ремесленники. Примечательно, что основан Яндинский острог на год раньше Иркутска - в 1660 году указом генерал-губернатора Амурского Афанасия Пашкова. Того самого Пашкова, который по Ангаре вез в первую ссылку протопопа Аввакума. Летописи свидетельствуют, что, когда они ночевали в Яндах, к ним обратились местные тунгусы с жалобой на налеты со стороны монголов (монголами в те времена звали в том числе и бурят. - Авт.). Налетают, мол, ясак забирают. Пашков сказал: «Нет, ясак вы будете платить белому царю, а ото всех остальных вас обороним». И поставил этот острог.
Со временем Яндинский острог утратил свое значение. 
Сейчас над тем местом шумят воды Братского моря, но в прежние времена это были пахотные, богатые черноземом земли. Они и привлекли некого Федьку Оносова, которого местные считают родоначальником. О том, кто это был такой, достоверно не известно. Первая версия говорит о том, что это вольный казак, который шел с первопроходцами да основал зимовье. Второй вариант - беглый каторжник откуда-то с Ленских приисков, который шел через Илим и поселился здесь в землянке. Легенда гласит, что первый год он был «в железах», то есть в кандалах, и только через год его расковал проезжий кузнец-бурят.
Ангара в те времена была узкая (когда начали ходить первые пароходы, они даже не могли разойтись - пока один шел по фарватеру, второй стоял на якоре под бережком - пропускал), но бурная. Первые поселенцы ловили много разной рыбы - от хариуса до тайменя. После того как Ангару перекрыли, вода стала едва ли не стоячей, появились окунь, сорога, караси.

### Яндинский Острог

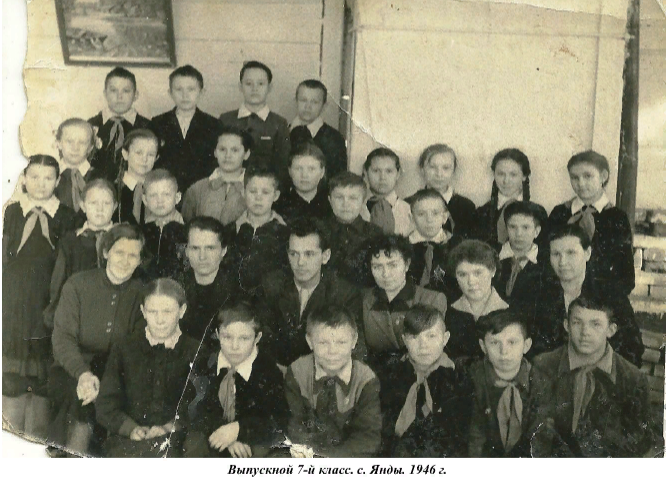
Выпускной 7 класс с.Янды, 1946г.

Яндинский острог имел небольшое укрепление с одной башней. Население его в 1745 году состояло из 89 душ муж. пола, в том числе было 50 крестьян, 15 посадских и 24 души разного другого люда — служилых, бобылей, ссыльных и обротчиков. 
В Яндинской волости проживали почти все беломестные казаки Илимского уезда. 
Приказчик Сермин сообщал в августе 1727 года: «а ныне Яндинской острог огнил и весь розвалился, такожде и прикащичей двор потому ж весь згнил и овалился». 
Управитель Антипин в ответ на донесение Сермина велел укрепление починить или поставить новый острог, привлекая крестьян к вывозке леса, а беломестных казаков к строительным работам (Фонд 75, опись 2, арх. № 67, лл. 198-199). 

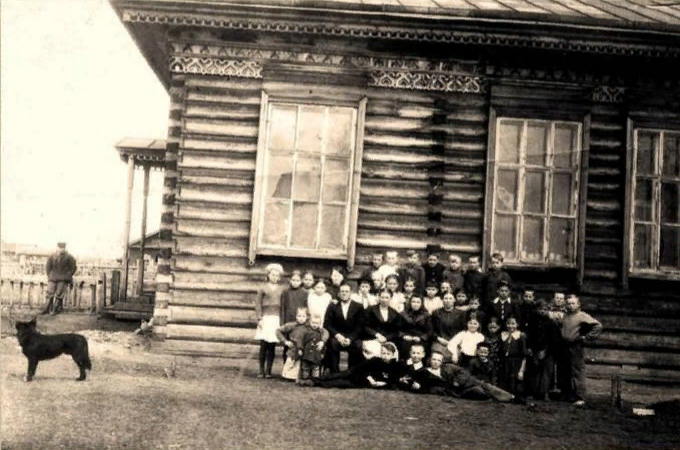
Яндинская школа 1949 год

Воевода Шарыгин в 1763 году, ссылаясь на переписку 1735 года о починке острога, писал в иркутскую провинциальную канцелярию, что «острог с трех сторон весь огнил и упал на пол и четвертая стена весьма плоха, а башня вся ветхая и подгнила, в которой прежними приказчиками засорено и дверей однех не имеется, а других и отворить неможно, что весьма от нечищеиия под башней всякого дрязгу. И двери стоят в земле полколено» (Фонд 75, опись 2, грх. № 981, л. 44).

## Население
По результатам Всероссийской переписи населения 2020 года численность населения НП составило 386 человек.

## Инфраструктура
Администрация, «МКУК» КДЦ Аносовского МО", МКОУ «Аносовская СОШ», ФАП, Почта России,ООО «ПМК-24», магазины.
В нашем селе находится организация ПМК-24 — они занимаются заготовкой древесины. Некоторые жители села имеют возможность обеспечить семьи денежными средствами.
Так же находятся в селе: отделение Почты России, ФАП, МКОУ «Аносовская СОШ», Лесничество, «МКУК КДЦ Аносовского МО», магазины.
Многие жители уезжают работать вахтовым методом. Жители села содержат крупно рогатый скот, лошадей и домашнюю птицу.
Жители охотятся и промышляют рыбалкой.

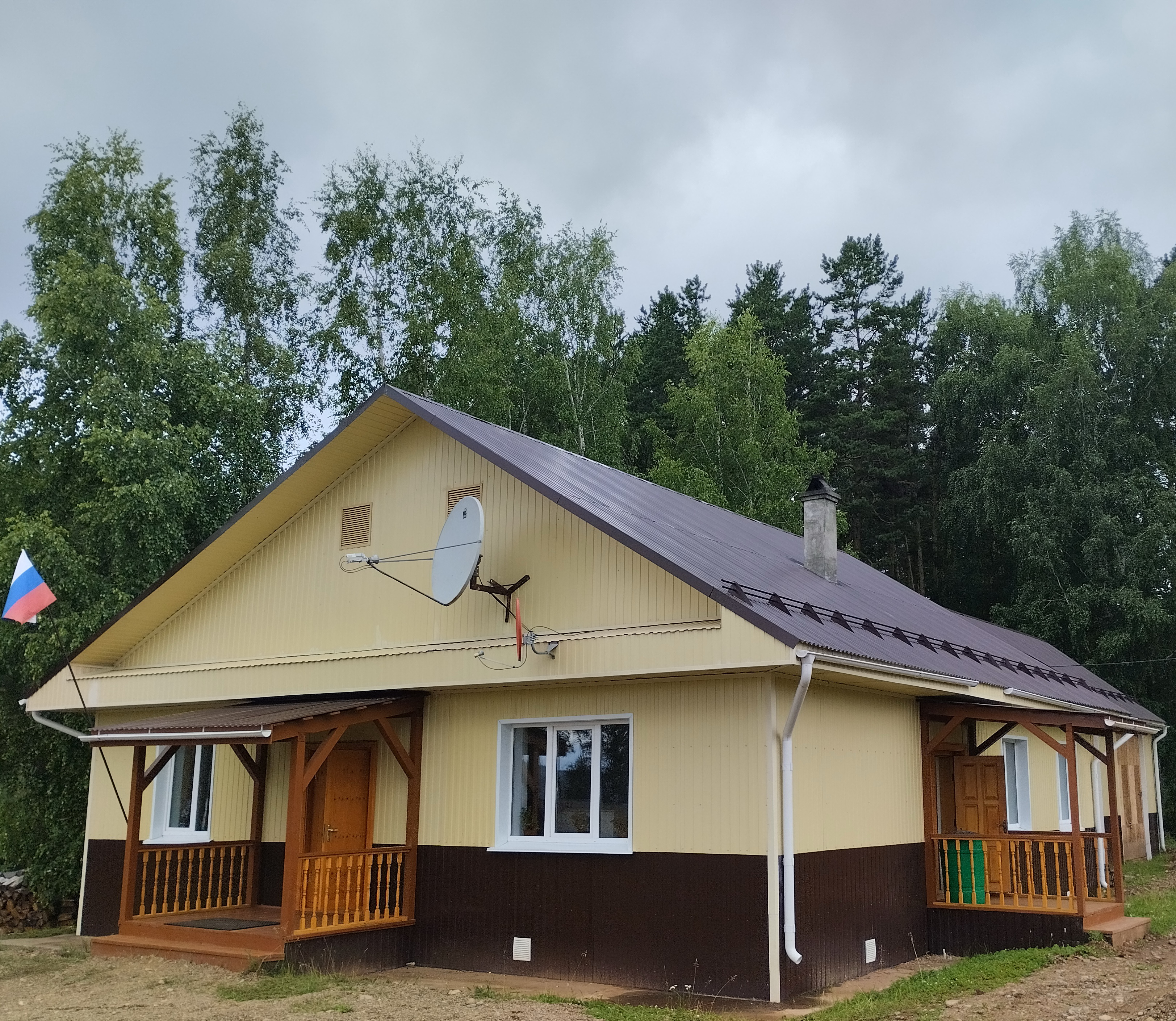
Новое здание Администрации Аносовского муниципального образования